# Karl Stein von Kaminski
Karl Wilhelm Ludwig Stein von Kaminski (* 7. Juli 1789 in Berent; † 15. November 1872 in Berlin) war ein preußischer Generalleutnant.

## Leben

### Herkunft
Karl war der Sohn des Regierungspräsident von Bromberg Johann Salomo Stein von Kaminski (1762–1828) und dessen Ehefrau Karoline Dorothea, geborene Diehm (1771–1838).

### Militärkarriere
Kaminski trat am 29. September 1802 als Junker in das Dragonerregiment „von Ansbach-Bayreuth“ der Preußischen Armee ein und avancierte bis Mitte Oktober 1805 zum Sekondeleutnant und Adjutanten im II. Bataillon. Im Vierten Koalitionskrieg kämpfte er bei Auerstedt, Nordhausen, Halberstadt, Hasselfelde, Zehdenick, Drischau, Preußisch Stargard und bei der Verteidigung von Danzig. Am 24. März 1807 wurde er noch zum Regimentsadjutanten ernannt.
Nach dem Krieg kommandierte man Kaminski am 8. Juli 1811 zur Normal-Dragoner-Kompanie und beförderte ihn am 4. Februar 1812 zum Premierleutnant. Mit seiner Beförderung zum Stabsrittmeister kam er am 4. Juni 1813 zum leichten Garde-Kavallerie-Regiment. Während der Befreiungskriege wurde er im Gefecht bei Haynau verwundet und mit dem Orden des Heiligen Wladimir IV. Klasse ausgezeichnet. Er kämpfte bei Borna, erhielt für Umpferstedt das Eiserne Kreuz II. Klasse und machte die Gefechte bei Meißen, Görlitz, Waldau, Ebersdorf, Chalons und Vitry sowie die Schlachten bei Großgörschen, Bautzen und Arcis-sur-Aube mit.
Am 13. März 1815 stieg Kaminski zum Rittmeister und Eskadronchef im Garde-Dragoner-Regiment auf. Daran schloss sich ab dem 23. Juni 1818 eine Verwendung als Major und etatmäßiger Stabsoffizier im 1. Kürassier-Regiment an. Zugleich war er ab dem 19. Oktober 1825 auch als Direktor der Divisionsschule sowie Präses der Examinationskommission für Portepeefähnriche der 11. Division tätig. Am 2. Juni 1828 wurde er von dieser Stellung entbunden und im gleichen Jahr mit dem Dienstkreuz ausgezeichnet. Kurzzeitig war Kaminski vom 30. März bis zum 6. Juni 1832 mit der Führung des 7. Kürassier-Regiments beauftragt und wurde anschließend zur Dienstleistung als Abteilungschef in das Kriegsministerium kommandiert. Dort avancierte er am 30. März 1834 zum Oberstleutnant sowie zwei Jahre später zum Oberst. Am 10. April 1838 folgte seine Ernennung zum Vorsteher der Armeeabteilung im Kriegsministerium. In dieser Eigenschaft erhielt Kaminski am 18. Januar 1840 den St. Johanniter-Orden. Am 30. März 1840 wurde er dann zum Remonteinspekteur ernannt. Am 28. Oktober 1841 wurde er dann Senior des Eisernen Kreuzes II. Klasse und am 7. April 1842 zum Generalmajor befördert. Kaminski übergab den Posten an seinen Nachfolger General von Cosel und nahm am 7. Oktober 1847 unter Verleihung des Charakters als Generalleutnant seinen Abschied mit der gesetzlichen Pension.
Nach seiner Verabschiedung würdigte ihn König Friedrich Wilhelm IV. am 7. Oktober 1848 durch die Verleihung des Sterns zum Roten Adlerordens II. Klasse mit Eichenlaub. Er starb am 15. November 1872 in Berlin und wurde am 18. November 1872 auf dem St. Matthäifriedhof beigesetzt.

### Familie
Kaminski heiratete am 1. März 1827 in Königsberg Maria Aurora Gordack (1793–1885). Das Paar hatte mehrere Kinder:
- Rudolf Wilhelm (1818–1875), preußischer Generalmajor
- Marie Elisabeth (1820–1860)
- Oskar Wilhelm (1820–1894), preußischer Generalleutnant
- Arthur Richard (1822–1908), Sekondeleutnant a. D.
- Friederike Helena Katharina (* 1830)